# قائد حسين العوادي
قائد حسين العوادي هو سياسي عراقي وعضو في حزب البعث العربي الاشتراكي ومحافظ الأنبار سنة 1995 ومحافظ النجف سنة 1996، ومسؤول تنظيمات الحزب في محافظة نينوى.
ورد اسمه ضمن قائمة العراقيين المطلوبين لدى الولايات المتحدة، لكنه لم يظهر ضمن مجموعة أوراق اللعب لأهم المطلوبين العراقيين، فألقي القبض عليه في 9 حزيران 2003.
اتهم في قضية قمع انتفاضة عام 1991،
في عام 2017، أقر مجلس النواب العراقي قانونا ينص على مصادرة الأموال المنقولة وغير المنقولة لكل من صدام حسين وزوجاته وأولاده وأحفاده وأقربائه حتى الدرجة الثانية ووكلائهم ومصادرة أموال قائمة من 52 من أركان النظام السابق، كان من بينهم قائد حسين العوادي.

## ملاحظة
أكثر المصادر تذكر اسمه خطأ «حسين العوادي».

## روابط خارجية
- قائد حسين العوادي محافظ النجف في العراق منذ عام 1996 على يوتيوب
- فيديو لمجلس عزاء محمد صادق الصدر ويظهر فيه قائد حسين العوادي مع محمد حمزة الزبيدي على يوتيوب